# Лев Лосєв
Лев Лосєв (рос. Лев Лосев; справжнє ім'я Лев Володимирович Ліфшиц, рос. Лев Владимирович Лифшиц; 15 червня 1937, Ленінград — 6 травня 2009, Гановер) — російський поет і літературознавець.

## Біографія
Народився 15 червня 1937 року в Ленінграді в сім'ї письменника Володимира Олександровича Ліфшица. Після еміграції в США в 1976 році він узяв псевдонім Лосєв, щоб його не плутали з батьком. З 1979 року Лосєв викладав російську літературу в Дартмутському коледжі в штаті Нью-Гемпшир.
Випустив шість збірок віршів та дві книжки вибраного.
Він також є автором книг про радянську літературу та багатьох статей, зокрема, про «Слово о полку Ігоревім», Антона Чехова, Анну Ахматову, Олександра Солженіцина, Йосипа Бродського (остання книжка вийшла в престижній  книжковій серії «Жизнь замечательных людей»). Під його редакцією виходили книги Михайла Булгакова, Миколи Олєйникова, Євгена Шварца. На «Голосі Америки» Лев Лосев протягом багатьох років був автором передачі «Літературний щоденник».
Помер 6 травня 2009 року в Гановері (Нью-Гемпшир, США).

## Книги
- Чудесный десант. Tenafly, N. J.: Эрмитаж, 1985.
- Тайный советник. Tenafly, N. J.: Эрмитаж, 1987.
- Новые сведения о Карле и Кларе: Третья книга стихотворений. Санкт-Петербург: Пушкинский фонд, 1996.
- Послесловие: Книга стихов. Санкт-Петербург: Пушкинский фонд, 1998. — 56 с.
- Стихотворения из четырех книг. Санкт-Петербург: Пушкинский фонд, 1999.
- Sisyphus redux: Пятая книга стихотворений. Санкт-Петербург: Пушкинский фонд, 2000.
- Собранное: Стихи. Проза. Екатеринбург: У-Фактория, 2000.
- Как я сказал: Шестая книга стихотворений. Санкт-Петербург: Пушкинский фонд, 2005. — 64 с.
- Иосиф Бродский. Опыт литературной биографии. Москва: Молодая гвардия, 2006. — 480 стр. ISBN 5-235-02951-8